# Biblioteca Pública de Paraná
La Biblioteca Pública de Paraná (en portugués Biblioteca Pública do Paraná) es una institución cultural situada en la Rua Cândido Lopes, 133, en Curitiba. Es mantenida por el gobierno del Estado de Paraná, Brasil. Su acervo consta de más de 470 mil libros, inclusive en Braille, además de periódicos, revistas, mapas, partituras musicales, manuscritos, discos de vinilo, compact discs (CD), vídeos, casetes y diapositivas.
Fue fundada el 7 de marzo de 1857 por José Antônio Vaz de Carvalhais, vicepresidente de la entonces Provincia de Paraná. La sede actual tiene una superficie de 8,5 mil m² y fue inaugurada por el gobernador Bento Munhoz da Rocha Netto el 19 de diciembre de 1954, durante la conmemoración del Centenario de la Emancipación Política de Paraná.
Además del acceso a su acervo, la institución ofrece espacio para exposiciones, lanzamientos de libros, seminarios, convenciones, conferencias, talleres de literatura, artes plásticas y artesanías, proyecciones de películas y videos, lecturas de poesías, presentaciones musicales y otros eventos culturales.
Funciona en el lugar una representación regional de la Oficina de Derechos Autorales de la Fundación Biblioteca Nacional, donde pueden registrarse obras inéditas y publicadas. La biblioteca recibe un promedio de tres mil usuarios por día.